# Williamsport (Indiana)
Williamsport város az USA Indiana államában. Lakosainak száma 1950 fő (2020. április 1.).

## Népesség
A település népességének változása:

| 2010 | 1 898 |
| 2020 | 1 950 |